# Talant Dujshebaev
Talant Mushanbetovich Dujshebaev (en rus: Талант Мушанбетович Дуйшебаев) (Frunze, Unió Soviètica 1962) és un jugador d'handbol nacionalitzat espanyol, ja retirat, i actual entrenador del Vive Kielce. És considerat un dels millors jugadors de la història de l'handbol per part de la Federació Internacional d'Handbol (FIH).

## Biografia
Va néixer el 2 de juny de 1968 a la ciutat de Frunze, població que en aquells moments estava situada a la República Socialista Soviètica del Kirguizstan (Unió Soviètica), i que avui sota el nom de Bixkek forma part del Kirguizstan.

## Carrera esportiva

### Trajectòria com a jugador
Títols
- Lliga soviètica: 1990 i 1992
- Lliga ASOBAL: 1992/93 i 1993/94 (Teka); 2003/04 i 2006/07 (Ciudad Real)
- Copa del Rei: 1994/95 (Teka); 2002/03 (Ciudad Real)
- Copa ASOBAL: 1992/93, 1993/94 i 1996/97 (Teka); 2003/2004, 2004/2005 i 2006/2007 (Ciudad Real)
- Supercopa d'Espanya d'handbol: 2004/05 (Ciudad Real)
- Copa d'Europa d'handbol: 1993/94 (Teka)
- Recopa d'Europa d'handbol: 2001/02 i 2002/03 (Ciudad Real)
- Copa EHF: 1992/93 (Teka)
- Supercopa d'Europa d'handbol: 2006/07

### Trajectòria com a entrenador
| Temporades  | Club                  | Lliga  | País    |
| ----------- | --------------------- | ------ | ------- |
| 2005 - 2006 | Balonmano Ciudad Real | ASOBAL | Espanya |
| 2007 - 2011 | Balonmano Ciudad Real | ASOBAL | Espanya |

Títols
- Lliga ASOBAL: 2007/08, 2008/09 i 2009/10
- Copa del Rei: 2007/08
- Copa ASOBAL: 2005/06 i 2007/08
- Supercopa d'Espanya: 2007/08
- Copa d'Europa: 2005/06, 2007/08 i 2008/09
- Supercopa d'Europa: 2005/06 i 2008/09

### Trajectòria amb la selecció

#### Equip Unificat
Va participar, als 24 anys, en els Jocs Olímpics d'Estiu de 1992 celebrats a Barcelona (Catalunya), on en representació de l'Equip Unificat aconseguí guanyar la medalla d'or en la competició masculina d'handbol al derrotar a la final l'equip suec.

#### Rússia
Amb la selecció d'handbol russa aconseguí guanyar la medalla d'or en el Campionat Mundial d'Handbol realitzat el 1993.

#### Espanya
Va participar, als 28 anys, en els Jocs Olímpics d'Estiu de 1996 realitzats a Atlanta (Estats Units), on aconseguí guanyar la medalla de bronze al derrotar en el partit pel tercer lloc la selecció francesa, un metall que repetí en els Jocs Olímpics d'Estiu de 2000 realitzats a Sydney (Austràlia), al derrotar la selecció iugoslava. En els Jocs Olímpics d'Estiu de 2004 realitzats a Atenes (Grècia) aconseguí finalitzar en setè lloc, guanyant així un diploma olímpic.
Amb la selecció espanyola ha guanyat, així mateix, tres medalles en el Campionat d'Europa d'handbol.